# Тольково
Тольково — деревня в Вичугском районе Ивановской области. Входит в состав Сошниковского сельского поселения.

## География
Находится в северо-восточной части Ивановской области на расстоянии приблизительно 1 км на север-северо-восток по прямой от районного центра города Вичуга.

## История
В 1872 году здесь (тогда деревня Кинешемского уезда Костромской губернии) было учтено 15 дворов, в 1907 году —15.

## Население
Постоянное население составляло 101 человек (1872 год), 57(1897), 65 (1907), 29 в 2002 году (русские 98 %), 17 в 2010.